# 타 프롬
타 프롬(Ta Prohm)은 캄보디아에 있는 앙코르 유적군으로 불리는 많은 사원이나 궁전 등의 유적군 중의 하나로, 12세기 말에 불교 사원으로 건립되어 후에 힌두교 사원에 개수되었다고 생각되고 있는 유적이다. 타 프롬을 창건한 것은 크메르인의 왕조, 앙코르 왕조의 자야바르만 7세이다.

## 복원
뽕나무과 수목에 의한 유적의 침식이 많이 진행되어 있다. 삼중의 회랑에 덮인 유적에는 수목이 심하게 침식되어 있다. 캄보디아는 타 프롬의 수복을 담당하고 있으며, 인도 정부는 타 프롬의 수복 계획을 발표하였다. 그러나 복원에 대한 논란도 만만치 않다. 거대한 열 대의 수목이 유적을 파괴하고 있는 것이 아니라, 유적을 지탱하고 있다는 주장도 제기되고 있기 때문이다. 일반적으로 유적의 수복이라는 것은 무너지고 있는 석재를 다시 쌓아 없어진 부분을 보충해 예전의 모습을 되찾기 위한 작업이다. 그러나 타 프롬에서 거목을 제거하고 무너지고 있는 석재를 복원했을 경우, 이 유적만의 독특한 매력이 손상될 수 있고, 그냥 방치하면 유적은 더욱 더 심하게 훼손될 수 있기 때문에 쉽게 복원작업을 진행하지는 못하고 있다. 2006년 10월 현재 이 유적의 수복 방침을 둘러싸고, 유네스코를 중심으로 한 활발한 논의가 진행 중이다.

## 기타
안젤리나 졸리가 라라 크로프트로 주연한 2001년 작품인 영화 툼레이더의 촬영지로 더욱 유명해졌다.

## 같이 보기
- 자야바르만 7세
- 앙코르 유적군